# São Jorge de Vizela
São Jorge de Vizela is een plaats (freguesia) in de Portugese gemeente Felgueiras en telt 596 inwoners (2001).